# Wienux

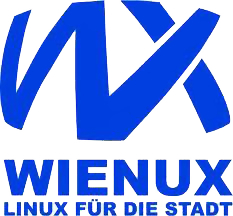
Logo des Projekts

Wienux (WIENUX) war eine Linux-Distribution für die Mitarbeiter der Wiener Stadtverwaltung. Ziel war die Migration von Proprietärer Software zu Open-Source-Software. Das Kofferwort Wienux setzt sich aus Wien und Linux zusammen. Wienux wurde auf Basis der Open-Source-Distribution Debian, dem Unix/Linux-Desktop KDE und einer überarbeiteten Hardwareerkennung von Knoppix entwickelt. Begonnen 2005, wurde das Migrations-Projekt um das Jahr 2009 herum abgebrochen, auch die dazugehörige Distribution wird nicht mehr weiterentwickelt.

## Ziele und Umsetzung
Auf etwa 4.800 von insgesamt 18.000 PC-Arbeitsplätzen der Wiener Stadtverwaltung konnte ab Ende Januar 2005 wahlweise Wienux oder Windows 2000 / Office 2000 eingesetzt werden. Wien stellte damit nach München die zweite Großstadt im deutschsprachigen Raum dar, die ihren Mitarbeitern das Arbeiten mit Open-Source-Software ermöglichte.
Das Projekt fußte auf der Studie „Open Source Software am Arbeitsplatz im Magistrat Wien“. Die Studie stellte einen weiteren Beitrag zur Machbarkeit und den Kosten bei der Umstellung von proprietärer Software auf Open-Source-Software dar.
Ab 4. Oktober 2005 stand die Wienux-Distribution in Form eines 1 Gigabyte großen Zip-Archives zum Download bereit oder konnte auf DVD angefordert werden. Seit etwa November 2008 ist Wienux nicht mehr zum Download erhältlich.
2008 waren erst 1000 Rechner, davon 200 in der eigentlichen Stadtverwaltung, auf Wienux umgestellt.
Gerüchte, dass die Entwicklung eingestellt werde, erhärteten sich durch die Meldung, dass Arbeitsplätze in den Kindergärten wieder mit Windows Vista ausgerüstet werden. Aufgrund von Kompatibilitätsproblemen mit einer Sprachförderlösung, die nur unter Windows lief, wurden 2008 720 Rechner in den Kindergärten auf Windows XP umgerüstet, so dass nur noch 280 Rechner mit Wienux als Betriebssystem arbeiteten. Aufgrund eines Missverständnisses der IT-Abteilung lief die in Auftrag gegebene Software nur in Microsofts Internet Explorer.
Im Juni 2009 wurde wiederum beschlossen, dass die Stadt Wien wieder verstärkt Open Source Software einsetzt, obwohl nicht explizit darauf hingewiesen wurde, ob die Entwicklung von Wienux wiederaufgenommen wird.
Gleichzeitig wurde 2009 beschlossen, bis 2012 für 1 Million Euro Windows-Lizenzen zu beschaffen und Open-Source-Software nur noch auf Mitarbeiterwunsch zu installieren. Begründet wurde das von Vera Layr, Pressesprecherin der IT-Magistratsabteilung 14, damit, dass „es für einige Arbeitsbereiche keine Open-Source-Alternative am Markt gibt“.
2012 wurde das System de facto nicht mehr genutzt, mittlerweile ist auch die Webseite zu Wienux offline. Kritisiert wurde, dass mangelnde Ressourcen und starkes Lobbying von Microsoft wesentlich zum Scheitern des Projekts beigetragen haben.

## Installation
Die Distribution kommt ohne eigenständiges Partitionierungstool aus. Die erste Festplatte wird komplett gelöscht. Bei Parallelinstallationen mit anderen Systemen sollte Wienux, wie viele ältere Windowsversionen, zuerst installiert werden.

## Verwandte Projekte
In den Jahren 2003 und 2004 wurde das Projekt LiMux in München gestartet und teilweise umgesetzt, das eine Umstellung aller ungefähr 14.000 Computer der Stadtverwaltung München auf Open-Source-Software bis 2008 zum Ziel hat. Bis Mai 2013 wurden 14.000 Arbeitsplätze auf den LiMux-Client migriert, was „deutlich über 80 % der Arbeitsplätze“ entspricht.
Ende November 2017 wurde vom Stadtrat beschlossen, das Projekt zu beenden und alle Rechner bis zum Jahr 2020 auf Windows umzustellen.

## Eingesetzte Software
- als Webbrowser wird Mozilla Firefox eingesetzt
- für Dokumente OpenOffice.org
- zur Bildbearbeitung GIMP
- Desktopumgebung ist KDE
- Active Directory mittels openLDAP/Kerberos 5
- auf E-Mails kann via MS Outlook WebAccess zugegriffen werden